# Lindaura Anzoátegui Campero

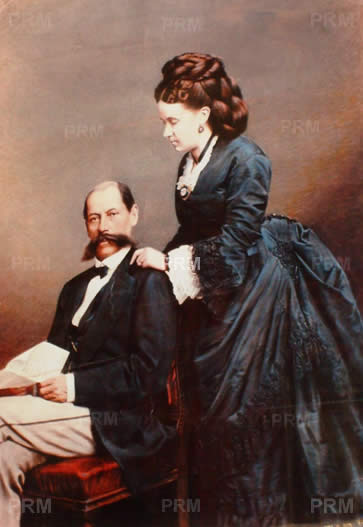
Nhà văn Lindaura Anzoatégui Campero của Campero đằng sau chồng bà, Narciso Campero Leyes, tổng thống của Bolivia.

Linadaura Anzoátegui Campero (Tojo, 31 tháng 3 năm 1846 - Sucre 25 tháng 6 năm 1898) là một nhà thơ và nhà văn người Bolivia. Bà là đệ nhất phu nhân của đất nước mình trong khoảng thời gian từ 1880 đến 1884.

## Tiểu sử
Anzoátegui-Campero được sinh ra trong một finca gần biệt thự của Tojo, liên quan đến marquesado của Thung lũng Tojo, thuộc bộ Tarija hiện tại. Cô là con gái của Miguel Anzoátegui-Pacheco của Melo và María Calixta Campero Barragán, và là con gái lớn của Marquesado của Yavi hoặc của Thung lũng Tojo, Juan Jose Feliciano Fernández Campero và Pérez của Uriondo Martiarena. về hiện thực ở Kingston (đảo Jamaica), vì đã nổi loạn chống lại Vương miện Tây Ban Nha, sau sự nổi dậy bất ngờ của Yavi năm 1816.
Lindaura Anzoátegui Campero mồ côi năm 16 tuổi, chuyển đến sống cùng chị gái Adelaida Anzoátegui Campero, người đã kết hôn với Pedro Jose Zilvetti ở Sucre. Ở thành phố này, có thể phát triển những sở thích trí tuệ của bà, nhờ vào đời sống xã hội rực rỡ có thể làm nên nguồn gốc của bà và vị trí của bà giữa giai cấp chuquisaqueña cao cấp.
Năm 1872, nhờ một người họ hàng của mình, bà quen biết tướng quân Narciso Campero Leyes, người đã từng làm bộ trưởng chiến tranh của Chính phủ Bolivia, hai người hợp đồng hôn nhân vào ngày 24 tháng 6 năm nay, bất chấp sự khác biệt về tuổi tác giữa hai người. Tuy nhiên, Lindaura Anzoátegui Campero đã tìm thấy sự đồng cảm trí tuệ và nghệ thuật lớn với ông xã, nảy sinh giữa họ một tình cảm thực sự cho đến những ngày cuối của đời ông. Vào tháng 7 năm 1872, Narciso Campero từ bỏ chức vụ Bộ trưởng Chiến tranh và được bổ nhiệm làm Bộ trưởng toàn quyền của Bôlivia trước các chính phủ Pháp, Anh và Ý. Cương vị ngoại giao periplo này cho phép ông đến Lindaura, biết những tiểu thuyết cuối cùng của châu Âu trong lĩnh vực văn học, điều mà cho phép ông phát triển trong văn học.
Khi trở về Bôlivia, cuộc hôn nhân đã rút về cuộc sống riêng tư trong vùng Sucre nội địa của ông, cho đến năm 1879 đã nổ ra Chiến tranh Pacífico giữa Bôlivia, Chile và Peru. Narciso Campero đã cung cấp các dịch vụ quân sự của mình cho tổng thống Hilarión Daza, người đã ủy thác cho ông đào tạo Sư đoàn thứ năm nổi tiếng với những người đàn ông của các bộ phận phía nam Bolivian. Trong dịp này, Lindaura Anzoátegui Campero của Campero đã viết một trong những bài thơ được biết đến nhiều hơn của ông, Bolivia, dành cho chồng mình, được chỉ định là người đứng đầu các lực lượng của Bolivia. Ngoài ra, bà đã xuất bản những bài thơ của nhân vật yêu nước mà chúng đã được xuất bản trên các tờ báo của Potosí và Sucre.
Các sự kiện của lần trở lại đã lật đổ Hilarión Daza, sự thất bại của Bôlivia trước Chile và việc đưa Narciso Campero lên làm tổng thống (1880-1884), đưa Lindaura đi cùng chồng với tư cách của đệ nhất phu nhân, trong khi trong cuộc sống riêng tư thì bà đã có kinh nghiệm viết các tác phẩm đầu tiên của mình.